# Rüstungswunder
Die Rüstungswunder-These geht zurück auf den Index der enorm angestiegenen deutschen Rüstungsproduktion zwischen Anfang 1942, als Albert Speer Reichsminister für Bewaffnung und Munition wurde, und Sommer 1944. Das Rüstungswunder fällt in die Phase des Totalen Krieges der Wirtschaft im Dritten Reich.
Danach kam es in dieser Zeit zu einer Verdreifachung der deutschen Rüstungsproduktion, trotz starker alliierter Bombardierungen, denen die deutsche Rüstungsproduktion in dieser Zeit ausgesetzt war. Gestützt wurde die These vom „Wunder“ durch Berechnungen Rolf Wagenführs, ehemals Chefstatistiker des Rüstungsministeriums, wonach die Steigerung der Rüstungsproduktion durch eine signifikante Steigerung der Arbeitsproduktivität bei konstantem Kapitalstock zu Stande kam. Als ein weiterer Indikator für ein „Wunder“ wurde die Tatsache angesehen, dass die Relation zwischen produzierten Gütern und eingesetzten Rohstoffen erheblich erhöht wurde. Erheblich dazu beigetragen, diesen Mythos zu bewahren, haben auch die Veröffentlichung des United States Strategic Bombing Survey (USSBS), das die Auswirkungen der alliierten Bombenangriffe auf die deutsche Wirtschaft untersuchte. Die Wissenschaftler bezogen sich bei ihren Untersuchungen ebenfalls auf die Zahlen Wagenführs und kamen zu demselben Ergebnis.
Albert Speer wird das Verdienst zugeschrieben, nachdem sich nach den militärischen Rückschlägen in Russland 1941 und der Kriegserklärung an die USA eine langwierige militärische Auseinandersetzung abzeichnete, durch geeignete Rationalisierungsmaßnahmen die deutsche Rüstungsproduktion enorm ausgeweitet zu haben.

## Angebliche Maßnahmen Speers
Trotz Widerstand der Wehrmacht verzichtete er auf überflüssige Arbeitsschritte in der Produktion, die die Kampfkraft der Waffe nicht erhöhen, z. B. durch das Weglassen des Lackierens und Polierens von Flugzeugen. Dadurch soll es zu erheblichen Einsparungen in der Fertigungszeit gekommen sein.
Außerdem habe man die Rüstungsunternehmen zum systematischen Austausch ihres Fertigungs-Know-hows gezwungen. Dazu wurden Ringe und Ausschüsse gegründet, in denen die besten Firmen ihre Erfahrungen den weniger effizienten Firmen zur Verfügung stellen sollten.
Zudem sei es zu einer Reduktion der Typenvielfalt gekommen, die es den Unternehmen ermöglicht habe, die Vorteile einer Massenproduktion auszunutzen.
Die „Verstetigung der Produktion“, d. h. die Abkehr von ständigen Programmwechseln und kleineren Modifikationen an den einzelnen Waffentypen habe darüber hinaus zu einem Wegfall der Umrüstprozesse geführt, wodurch erhebliche Einsparungen von Anpassungskosten möglich waren.
Durch die Einführung von Festpreisverträgen statt Selbstkostenverträgen seien die Anreize zur Produktivitäts- und Effizienzsteigerung stark erhöht worden. Bei Selbstkostenverträgen bekam der Produzent die angefallenen Produktionskosten erstattet, plus einen prozentual auf die Kosten aufgeschlagenen Gewinn. Bei solchen Verträgen hatte ein Unternehmer folglich keinen Anreiz, seine Produktionskosten zu minimieren, da dies auch eine Verringerung des absoluten Gewinns bedeutete. Stattdessen hatte der Unternehmer einen Anreiz, möglichst teuer zu produzieren. Bei Festpreisverträgen hingegen handelten der Unternehmer und der staatliche Auftraggeber vor Produktionsbeginn einen fixen Preis aus, der auf Grundlage der zu erwarteten Kosten gebildet wurde. Falls es dem Unternehmer gelang, die erwarteten Produktionskosten zu unterschreiten, konnte er die Kostenersparnisse als Gewinn einstreichen. Dies schuf einen erheblichen Anreiz für Rationalisierungsmaßnahmen.
Diese Maßnahmen haben angeblich zu dem enormen Anstieg in der Rüstungsproduktion geführt und wurden Albert Speer zugute geschrieben. Die neuere Literatur kommt jedoch unter anderem durch Konsultation von Unternehmensarchiven aus Flugzeugbau und Munitionsproduktion und dem privaten Nachlass von Rolf Wagenführ zu neuen Ergebnissen. Sowohl gegen die Aussagekraft der makroökonomischen Indikatoren Rüstungsindex und Arbeitsproduktivität als auch gegen die Wirksamkeit der Rationalisierungsmaßnahmen lassen sich erhebliche Einwände vorbringen.

## Hintergründe
Speers konstruierter Rüstungsindex unterschlägt, dass es bereits 1940 zu einer erheblichen Ausweitung der Rüstungsproduktion gekommen war. Hinzu kommt, dass auf Veranlassung Speers als Basis des Index die ersten beiden Monate des Jahres 1942 zugrunde gelegt wurden, in denen die Rüstungsproduktion außergewöhnlich niedrig war.
Die Stagnation des gesamten Rüstungsindex in den Jahren 1940 und 1941 erklärt sich zudem hauptsächlich aus der massiven Drosselung der Munitionserzeugung, die erfolgte, weil der Munitionsverbrauch im Frankreichfeldzug wesentlich geringer ausfiel, als man erwartet hatte (ca. 35 %). Die Auswirkungen auf den Rüstungsindex waren erheblich, da allein Munitionsproduktion und Luftrüstung zusammen fast 70 % der gesamten Rüstung ausmachten. Die vergleichsweise geringe Rüstungsproduktion der Jahre 1940 und 1941 geht folglich auf bewusste politische Entscheidungen zurück, die aus der militärischen Lage resultierten, und nicht aus einer mangelnden Produktionseffizienz.
Durch statistische Tricks wurde der Index außerdem künstlich aufgebläht bzw. verfälscht. So wurde für Juli 1944, als der Höchststand im Rüstungsindex zu verzeichnen war, auch die erste Augustwoche mit eingerechnet, um Hitler zu imponieren. Außerdem erfasste der vom USSBS verwendete Index nur Mengen, so wurden bspw. auch Reparaturen an Flugzeugen als neue Flugzeuge gezählt. Der Rüstungsindex kann folglich nicht als exaktes Maß für die Rüstungsproduktion verwendet werden.

## Wirksamkeit der Rationalisierungsmaßnahmen
Die angebliche Wirksamkeit der von Albert Speer in Auftrag gegebenen Rationalisierungsmaßnahmen lässt sich widerlegen, da die ihm zugeschriebenen Reformmaßnahmen zum Teil wesentlich früher, andere wieder sehr spät und wieder andere nicht konsequent umgesetzt wurden.
Es lässt sich eine Steigerung der Rüstungsproduktivität in den Bereichen, die Albert Speer gar nicht unterstanden, feststellen. Die Luftwaffen- und Heeresrüstungsproduktion stiegen beispielsweise gleich schnell an. Die Luftrüstung kam jedoch erst ab Frühsommer 1944 in den Aufgabenbereich Speers, der zuvor lediglich für das Heer zuständig gewesen war, es kam also auch ohne Speers Zutun zu einer Erhöhung der Luftrüstung.
Den Erfahrungsaustausch zwischen den Unternehmen gab es bereits früher, so wurde beispielsweise der betriebliche Erfahrungsaustausch im Flugzeugbau bei der Junkers Ju 88 bereits Ende der 1930er-Jahre angeordnet. Seit 1939 bestand generell die Möglichkeit, beim Heereswaffenamt Anträge auf Erfahrungsaustausch zu stellen.
Unternehmensakten belegen darüber hinaus, dass der Abschluss von Festpreisverträgen bereits seit Mitte der 1930er-Jahre die Regel war. Es trifft nicht zu, dass Selbstkostenverträge vor 1942 generell dominierten. Selbstkostenverträge wurden in den 1930er-Jahren nur mit Unternehmen abgeschlossen, deren Produktion sich noch in der Anlaufphase befand und die noch keinen Überblick über die ihnen entstehenden Kosten hatten. Für die Luftrüstung waren bereits seit 1937 Festpreisverträge die Regel.
Die Typenreduktion erfolgte zudem erst sehr spät – wenn überhaupt dann erst im Sommer 1944 – als der Höhepunkt der Rüstungsproduktion bereits erreicht war. Außerdem verursachte die Typenvereinfachung zunächst oft erst einmal Kostensteigerungen wegen der Umstellungen und Verschrottungen.
Zu der „Verstetigung der Produktion“ kam es nur in begrenztem Umfang, zu diesem Ergebnis kommt jedenfalls eine interne Studie des Planungsamtes. Anlass für die Studie war der chronische Arbeitskräftemangel in der deutschen Rüstungswirtschaft. Hans Kehrl, Chef des Planungsamtes, jedenfalls beklagte in einem Memorandum 1944, dass noch ein sehr großes Potential zur Effizienzsteigerung bestanden habe. Bei der Hälfte der 300 Rüstungsproduzenten sei Arbeitskraft verschwendet worden. Nach Kehrls Schätzung war in der Rüstungsproduktion seit 1942 keine Verbesserung der Effizienz erreicht worden. 15 % der Beschäftigten, also 750.000 Arbeiter, produzierten Schrott. Der Bericht vermittelt nicht den Eindruck, dass es seit Speers Amtseinführung zu einer nennenswerten Verbesserung gekommen wäre.

## Erklärung für die Steigerung
Der seit Speers Antritt beobachtbare enorme Produktions- und Effizienzanstieg lässt sich in erster Linie auf den gestiegenen Lerneffekt zurückführen. Viele Produktionen waren 1939/40 angelaufen. Mit Beginn der Produktion waren die Kosten zunächst am höchsten, danach sanken sie durch Lerneffekte und Produktivitätssteigerungen. Die Manager und Beschäftigten in den neu gegründeten Rüstungsbetrieben brauchten zunächst einige Zeit, um die Anlaufschwierigkeiten zu überwinden und Produktionserfahrung zu sammeln. Da Lerneffektrealisierung Zeit benötigt und die Anzahl der Beschäftigten zwischen 1939 und 1941 um etwa 150 % stieg, sank die Arbeitskräfteproduktivität um etwa 30 %. Der in den ersten Kriegsjahren zu beobachtende Rückgang der Arbeitseffizienz ist auch auf die Erweiterung durch neue Rüstungsunternehmen und den verstärkten Einsatz ungelernter Arbeitskräfte zurückzuführen. Zu erwarten ist demnach ein u-förmiger Verlauf der durchschnittlichen Arbeitsproduktivität. Nach Überwindung der Anlaufschwierigkeiten in den neuen Betrieben setzte dann seit Mitte 1941 der Wiederanstieg der Arbeitsproduktivität ein. Die Lerneffekte fanden vor allem im Management statt (bei den Arbeitern war die Fluktuation zu groß), welches versuchte die Produktionsschritte zu vereinfachen. Der Höhepunkt der Lerneffekte setzte 1942 ein. Die Zeit vor 1942 war folglich vor allem durch Produktionsaufbau gekennzeichnet. Ab 1942 konnte dann die volle Effizienz abgeschöpft werden.
Ein Beispiel für den Lerneffekt in den Jahren vor Speer ist die Produktion des Junkers-88-Bombers zwischen August 1939 und August 1941. Hier kam es durch Lernprozesse zu einer massiven Steigerung der Arbeitsproduktivität. Die Zahl der Arbeitsstunden für die Herstellung einer Maschine verringerte sich von 50.000 auf 15.000 Stunden.

## Fazit
Das „Rüstungswunder“ war demnach Ergebnis einer Entwicklung, die lange zuvor eingesetzt hatte. Der Mythos vom Rüstungswunder geht zurück auf eine falsche Interpretation der zu Grunde liegenden makroökonomischen Daten, namentlich des Rüstungsindex und der Arbeitsproduktivität nach Wagenführ, bzw. auf falsche Zahlen, die letztendlich die historische Realität zugunsten Albert Speers verzerrten. Die Entwicklung der deutschen Rüstungsproduktion verlief weitaus weniger sprunghaft, als es die Zahlen suggerieren. Die Speer’schen Rationalisierungsmaßnahmen hatten keinen Einfluss auf die Produktionssteigerungen, da bei genauer Betrachtung des jeweiligen Zeitpunkts, an dem die Rationalisierungsmaßnahmen tatsächlich eingeführt wurden, festzustellen ist, dass ein Großteil der ergriffenen Maßnahmen bereits deutlich früher bzw. deutlich später eingeführt wurde, als dass sie Einfluss gehabt haben können. Entscheidend war der Höhepunkt des Lerneffekts, der sich in der Rüstungsproduktion 1942 einstellte und so zu einem Anstieg in der Produktion führte. Demnach wäre es auch ohne Albert Speer zu der beobachteten Leistungssteigerung in der Rüstungsproduktion gekommen.
Dabei ist die Hinterfragung des angeblichen Rüstungswunders keine neuere Entwicklung innerhalb der Geschichtswissenschaft. Kritik auf wissenschaftlicher Grundlage an den Speer'schen Zahlen hatte bereits Willi A. Boelcke 1969 erhoben. Auch Adam Tooze stellt sich – bezogen auf Albert Speer – gegen eine Zweiteilung in verrückte Ideologen auf der einen und „unpolitische“ Unternehmer und Technokraten auf der anderen Seite.